# Dpkg
El programa dpkg es la base del sistema de gestión de paquetes de Debian GNU/Linux. Fue creado por Ian Jackson en 1993. Se utiliza para instalar, quitar, y proporcionar información sobre los paquetes .deb.
dpkg es en sí misma una herramienta de bajo nivel; se necesita un frontal de alto nivel para traer los paquetes desde lugares remotos o resolver conflictos complejos en las dependencias de paquetes. Debian cuenta con apt para esta tarea.

## Herramientas Dpkg
Debian posee una serie de herramientas que es necesario llamar para construir un paquete: 
- dpkg-source Empaqueta y desempaqueta los archivos fuentes de un paquete Debian.
- dpkg-gencontrol Lee la información de un árbol fuente Debian desempaquetado y genera un paquete binario de control, generando una entrada para este en el fichero debian/files.
- dpkg-shlibdeps Calcula las dependencias de ejecutables respecto a bibliotecas.
- dpkg-genchanges Lee la información de un árbol fuente Debian desempaquetado y ya construido, generando un fichero de control de los últimos cambios (un.changes).
- dpkg-buildpackage Es un script de control que se puede utilizar para automatizar la construcción del paquete.
- dpkg-distaddfile Añade una entrada de un fichero a debian/files.
- dpkg-parsechangelog Lee el fichero de cambios changelog) de un árbol fuente Debian desempaquetado y genera una salida con la información de estos cambios, convenientemente preparada.